# Honaganahalli, Bijapur
Honaganahalli là một làng thuộc tehsil Bijapur, huyện Bijapur, bang Karnataka, Ấn Độ.